# Cheyenne Autumn
Cheyenne Autumn (en Hispanoamérica, El ocaso de los cheyennes; en España, El gran combate) es un wéstern de 1964 con actuación de Richard Widmark, Carroll Baker, James Stewart y Edward G. Robinson. Está considerado como una película épica que narra la historia de un acontecimiento real: el éxodo de 1878-79 de la tribu cheyenne hacia el norte de Estados Unidos. La película fue el último wéstern dirigido por John Ford, quien lo proclamó como un homenaje a los nativos americanos que habían sido maltratados por el gobierno de los EE. UU. y mal interpretado por muchos de los propios filmes del director. 
Cheyenne Autumn fue fotografiada en Súper Panavision 70 por William H. Clothier, cuyo trabajo fue nominado a un Premio Óscar de la Academia. Gilbert Roland ganó una nominación al Globo de Oro como Mejor Actor de Reparto.
Gran parte de la película fue filmada en Monument Valley Tribal Park, en la frontera entre Arizona y Utah, donde Ford había filmado escenas de varias de sus películas anteriores. Aunque los líderes de las tribus principales fueron interpretados por Ricardo Montalbán y Gilbert Roland (así como Dolores del Río y Sal Mineo en papeles principales), Ford utilizó de nuevo a numerosos miembros de la tribu navajo en esta producción.

## Argumento
En 1868, trescientos indios cheyennes vivían miserablemente, lejos de sus tierras, en una reserva de Oklahoma. Para sacarlos de la pobreza, sus jefes decidieron emprender un largo viaje hasta sus praderas natales. Pero la huida fue descubierta y la caballería salió en su persecución. En el primer combate murieron el comandante Braden y ocho de sus hombres. Cuando se supo la noticia, millares de soldados fueron enviados a combatir contra los valerosos cheyennes.

## Elenco
- Richard Widmark: el capitán Thomas Archer.
- Carroll Baker: Deborah Wright.
- Karl Malden: el capitán Oscar Wessels.
- Sal Mineo: Red Shirt (Camisa Roja).
- Dolores del Río: una mujer española.
- James Stewart: Wyatt Earp.
- Edward G. Robinson: Carl Schurz.
- Ricardo Montalban: Little Wolf.
- Gilbert Roland: Dull Knife.
- Arthur Kennedy: Doc Holliday.
- Patrick Wayne: el teniente Scott.
- Elizabeth Allen: Guinevere Plantagenet.
- John Carradine: el mayor Jeff Blair.
- Victor Jory: Tall Tree (Árbol Alto).

## Comentarios
John Ford también retrató el maltrato de los indios americanos por parte de los blancos. La caballería, otrora héroes glorificados de los wésterns del maestro, son ahora los villanos que intentan detener la desesperada huida de unos pieles rojas cheyennes, desde la árida reserva de Oklahoma hacia sus antiguas tierras de Wyoming. Penúltima película del gran John Ford, rodada a los 69 años, y en la que el director norteamericano todavía demuestra un talento inigualable para rodar y elaborar puestas en escena que fascinan por su aparente sencillez y perfección.